# Jacques Jarsaillon
Jacques Jarsaillon (Jacme Jarsalhon en occitan), né le 29 mai 1840 à Saint-Ferréol-des-Côtes et mort le 14 octobre 1893 à Chabreloche, est un prêtre, écrivain et poète de langue occitane,.
Il est connu pour avoir écrit plusieurs pièces de théâtre et comédies en occitan dont la plus connue est La Claudina. Il écrit dans le parler d'Ambert.

## Biographie
Jacques Jarsaillon est le fils d'un meunier du village d'Aubignat. Il a été curé de Lezoux, d'Olliergues et enfin de Chabreloche, près de Thiers.
Il n'a rien publié de son vivant ; ses œuvres n'ont été éditées qu'en 1929. Les plus importantes sont des pièces de théâtre : La Claudina, L'Ivronha, Margoton – qui, lorsqu'elle a été retrouvée, a été prise à tort comme une œuvre de Régis Michalias –, Lo Mariatge, La Fromenta, qui font de lui un représentant notable du dialecte auvergnat, avec son parler d'Ambert. Il est aussi l'auteur de sept fables, d'une ode, d'une pastorale et de deux contes satiriques.
Une rue porte son nom à Ambert.